# シュクロブ・カミドフ
シュクロブ・カミドフ（Sukhrob Sadulloevich Khamidov、1975年8月14日 - ）はソビエト連邦のドゥシャンベ出身の元サッカー選手（市民権はタジキスタン）。現役時代のポジションはフォワード。1996年から2004年までタジキスタン代表。タジク工科大学を卒業しており、自動車会社に勤務しながらサッカー選手として活動していた。愛車はVAZ-2106、VAZ-2109、シボレーオプトラなど。タジキスタンリーグのキーマに所属していたときにダブルハットトリックを記録している。